# Жан-Марі Чибоу
Жан-Марі Чибоу (фр. Jean-Marie Tjibaou, 1936—1989, вимовляється: chi-bow) — новокаледонський політик, лідер і символ руху канаків за незалежність у 1970-80-х роках.
Політик, священик, науковець, лідер і борець за свободу, Чибоу був однією з найвидатніших постатей в історії Нової Каледонії. Він був організатором фестивалю «Меланезія 2000», засновником і керівником партії Канацький соціалістичний фронт національного визволення, одним із підписантів Матіньонської угоди (фр. l'Accord de Matignon) 1988 року, ідейним засновником Агенції з розвитку канацької культури (фр. l'Agence de Développement de la Culture Kanak, ADCK).

## Дитинство та молоді роки
Народився 30 січня 1936 року в невеликому селі племені Тьєнданіт (фр. Tiendanite) в комуні Єнген (фр. Hienghène) на східному узбережжі Північної провінції Нової Каледонії.
Жан-Марі належав до відомої в Новій Каледонії родини. Він був старшим сином одного з двох найвпливовіших вождів комуни Єнген. Його батько Венсеслас Тії (фр. Wenceslas Tii Tjibaou), крім того, був учителем у приватній католицькій школі.
Батько Жана-Марі та близький до родини священник були прибічниками католицького Союзу корінних каледонських друзів свободи та порядку (фр. Union des indigènes calédoniens amis de la liberté dans l'ordre, UICALO). Вони бачили кар'єру старшого сина Венсесласа Тії як священика чи релігійного вчителя.
Більше 10 років Жан-Марі здобував релігійну освіту в Новій Каледонії. У віці 6 років батько віддав його на навчання до отця Альфонса Руеля (фр. père Alphonse Rouel) до місії маристів Варе (фр. Waré) в Єнгені. 1945 року Жан-Марі вступив до католицької школи в Каналі (фр. l’école catholique de Canala) й навчався там до 1947 року. Продовжив навчання в Малій семінарії в Паїті (фр. petit séminaire de Païta), до якої вступив 1949 року. Пройшов послушенство на острові Пен.
1965 року Жан-Марі Чибоу був висвячений на священика в Єнгені, але виконував службу в соборі в Нумеа.
Як і багато його однолітків, Чибоу наприкінці 1960-х провів поїхав продовжувати навчання до Франції. В 1968—1970 рр. він навчався в Інституті соціології католицького університету Ліона (фр. l'Institut de sociologie de la faculté catholique de Lyon), у 1970—1971 рр. — в Практичній школі вищих досліджень у Парижі (фр. l’École pratique des hautes études de Paris). 1970 року писав дисертацію з етнології в Сорбонні на тему культурної ідентичності, але не закінчив її.

## Повернення до Нової Каледонії
На початку 1970-х років Жан-Марі Чибоу повернувся до Нової Каледонії. Він займав посаду на державній Службі базової освіти (фр. Service de l’éducation de base), де познайомився зі своєю майбутньою дружиною Марі-Клод Ветта (фр. Marie-Claude Wetta); вони побралися 1972 року.
Паралельно Жан-Марі брав активну участь у соціальних і політичних процесах, був громадським активістом. Він вирішив відмовитись від сану священика й попросив перевести його до стану мирян.
Головною подією цього періоду стало проведення 1975 року фестивалю «Меланезія 2000» (фр. Mélanésia 2000). Його розробниками й організаторами були Жан-Марі-Чибоу та Жак Єкаве (фр. Jacques Iekawé), державний службовець високого рангу й захисник канацької ідентичності. Свято зібрало 2 тис. учасників з різних куточків Гранд-Терр та островів Луайоте. Протягом тижня його відвідало близько 50 тис. осіб. Були запрошені також лідери франко-новокаледонської громади. Захід фінансувався французькою державою.
«Меланезія 2000» продемонструвала світові наявність живої канацької культури, об'єднала канацьких лідерів різних спрямувань, пробудила серед канаків відчуття власної гідності й свого місця серед інших громад архіпелагу. Основні засади ідентичності народу та ключові елементи канацької культури були викладені в книжці Kanaké — mélanésien de Nouvelle-Calédonie («Канаки — меланезійці Нової Каледонії»), яка вийшла друком 1976 року; одним з її авторів був Жан-Марі Чибоу.

## Політична кар'єра
1973 року Чибоу приєднався до UICALO, католицької організації меланезійців, що входила до складу Каледонського союзу (фр. Union calédonienne, UC), провідної на той час політичної партії Нової Каледонії. Але справжня його політична кар'єра розпочалася 1977 року, коли Жан-Марі був обраний мером комуни Єнген, став віце-президентом Каледонського союзу, а також територіальним радником від Східного узбережжя.
Прихід Чибоу та інших молодих політиків до керівництва в Каледонському союзі змінив автономістський курс цієї політичної сили на більш радикальний незалежницький, спочатку (1977) на «багатоетнічному», але вже дуже скоро (1978) «канацькому» ґрунті.
Коли франко-новокаледонці, що мали профранцузькі погляди, покинули Каледонський союз, незалежники об'єдналися 1979 року у Фронт незалежності (фр. Front indépendantiste, FI) на чолі із Чибоу. На територіальних виборах 1979 року Фронт незалежності отримав 34,5 % голосів і зайняв друге місце. 1982 року в результаті політичної кризи у владній коаліції, коли прихильники автономії Нової Каледонії відмовились від підтримки профранцузькі налаштованого керівництва, була сформована нова більшість у Територіальній асамблеї, а Жан-Марі Чибоу став віце-президентом Урядової ради. Він перебував на цій посаді до 18 листопада 1984 року, дня активного бойкоту сепаратистами територіальних виборів. Як віце-президент Урядової ради, Чибоу зумів переконати уряд Франції підготувати глибоку реформу статусу території, щоб за п'ять років привести її до незалежності. 1983 року він представляв Фронт незалежності на «круглому столі» у Ненвіль-ле-Рош, що біля Парижу.
В листопаді 1984 року Жан-Марі Чибоу очолив новостворений Канацький соціалістичний фронт національного визволення (КСФНВ, фр. Front de Libération Nationale Kanake et Socialiste, FLNKS), що замінив Фронт незалежності. Усвідомивши, що не зможе в Територіальній асамблеї згуртувати навколо себе більшість з питання незалежності й досягти своєї мети в рамках чинних інституцій, керівництво КСФНВ ініціювало бойкот територіальних виборів, що мали відбутися 18 листопада 1984 р. 1 грудня 1984 року було створено Тимчасовий уряд Канаки (фр. Gouvernement Provisoire de Kanaky, GPK, Kanaky — канацька назва Нової Каледонії), президентом якого був обраний Жан-Марі Чибоу.
Мобілізація на боротьбу канацького населення стала відправною точкою так званих «Подій» (фр. Les Événements), жорстоких політичних, соціальних та етнічних конфліктів, які тривали протягом 1984—1988 років і поставили Нову Каледонію на межу громадянської війни. Жан-Марі дорого заплатив за свою нову стратегію. Вже 5 грудня десятеро канаків, серед них двоє братів Чибоу, загинули, потрапивши в засідку, влаштовану європейськими поселенцями в Єнгені. Життя самого Чибоу також було в небезпеці, але поліція взяла під охорону його будинок. Попри все, Жан-Марі відмовився від помсти й як крок до компромісу вимагав зняти блок-пости. Проте насильство зростало з обох сторін. У Новій Каледонії було введено надзвичайний стан.
Вже на початку 1985 року Чибоу зрозумів, що крихкість їхніх озброєних формувань не дозволить канакам швидко здобути незалежність. Він стає на шлях переговорів. Незважаючи на заклики радикального крила КСФНВ до продовження збройної боротьби, Чибоу не припиняє своєї участі в роботі державних установ. Регіональна реформа надала канакам контроль над трьома з чотирьох регіонів архіпелагу. В 1985—1986 роках Чибоу був президентом Північної області. Жан-Марі також намагався отримати міжнародну підтримку для боротьби за незалежність канаків. Результатом його зусиль стало прийняття резолюції Генеральної Асамблеї ООН 2 грудня 1986 року, яка підтверджувала невід'ємне право народу Нової Каледонії на самовизначення й незалежність та включила архіпелаг до переліку несамоврядних територій.
1986 року до влади у Франції прийшов новий уряд Жака Ширака, який зайняв жорстку позицію проти незалежності Нової Каледонії. 13 грудня 1987 року був організований референдум щодо самовизначення території. Прибічники незалежності країни бойкотували його. Як результат 98,3 % поданих голосів було за підтвердження суверенітету Франції над архіпелагом. Уряд Франції відправив багато війська до Нової Каледонії, щоб запобігти подальшим сутичкам. Передбачалося обмеження повноважень територіального уряду. Апогеєм протистояння стали криваві події на острові Увеа в квітні-травні 1988 року. Спочатку канацькі бойовики вбили кількох жандармів і захопили заручників, яких утримували в печері. Тоді силовики штурмом взяли печеру, більшість канацьких бойовиків була вбита або страчена.
Шок від подій на Увеа спонукав сторони до переговорів під егідою французької держави. Вони відбулися в Парижі й скінчилися підписанням 26 червня 1988 року так званих Матіньонських угод (фр. l’accord de Matignon) про інституційне майбутнє території. Вони встановили певну місцеву автономію Нової Каледонії, передбачали проведення через десять років референдуму про її самовизначення та принесли мир островам після чотирьох років квазігромадянської війни. Від прибічників незалежності підписантом Матіньонських угод був Жан-Марі Чибоу.
Прихильники жорсткої лінії в КСФНВ рішуче виступили проти угод, оскільки вони не гарантували незалежності Нової Каледонії. Вони вважали підписання угод зрадою й закликали продовжувати боротьбу за принципом «все або нічого». Особливо сильними такі настрої були на острові Увеа. 4 травня 1989 року, під час проведення тут траурної церемонії по загиблим рік тому канакам, були застрелені Жан-Марі Чибоу та його заступник у КСФНВ Єйвене Єйвене (фр. Yeiwéné Yeiwéné). Вбивцею був Джубелі Веа (фр. Djubélly Wéa) з опозиційного екстремістського крила КСФНВ, батько якого загинув під час подій на Увеа 1988 року, а сам він зазнав тоді катувань. Джубелі вважав угоди зрадою ідеалів національного руху та його власного батька. Він діяв сам і відразу був убитий охоронцем Чибоу. В липні 2004 року, через 15 років після вбивства Чибоу, була проведена символічна церемонія примирення кланів Єнгена, до якого належав Чибоу, та Увеа, до якого належав Веа.

## Світогляд
Жан-Марі виріс у середовищі, що перебувало під впливом французької місіонерської традиції. Він отримав католицьку освіту, яка залишила помітний слід у його подальшому житті. З одного боку, він добре розумів французьку мову й міг нею вправно користуватися. З іншого боку, як традиційний вождь за походженням, він на власному досвіді й тим гостріше відчув зверхнє й зневажливе сприйняття французами корінного населення Нової Каледонії та колоніальний вплив на свій народ. Дипломна робота Чибоу була присвячена основам та обсягам культурної ідентичності меланезійців. Вона не мала академічного успіху, але думки, покладені в основу цієї роботи, спонукали Жана-Марі після повернення до Нової Каледонії присвятити своє життя культурному відродженню свого народу. Під час відвідин своєї сім'ї, Чибоу зрозумів, що розучився говорити рідною мовою. Це був ключовий момент, який мав потужний вплив на подальше життя і діяльність Жана-Марі, які він присвятив відродженню та ствердженню ідентичності канаків.
Корінні жителі Нової Каледонії, канаки, давно прагнули незалежності від Франції. Інші канацькі лідери перебували під сильним впливом студентських протестів у Франції в травні 1968 року (деякі самі брали в них участь), надихалися визвольними рухами в країнах третього світу, класовою боротьбою та марксизмом. Вони сформували антиколоніальні групи й прагнули здобути незалежність за будь-яку ціну шляхом радикальної етнічної мобілізації та прямої конфронтації. Чибоу вважав це проявом відчаю, а не надії, він бачив шлях до незалежності рідної країни через встановлення чіткої національної ідентичності канаків, яка мала б показати міжнародній спільноті, що корінне населення Нової Каледонії є нацією, а не меншиною. Подолання політичної та економічної залежності рідного народу, на його думку, має бути результатом культурного відродження канаків. Чибоу запропонував підхід, заснований на побудові уніфікованої канацької культури та розвитку сучасної версії традицій, яка не суперечить культурі інших народів світу. Він стверджував, що культура дасть незадоволеним канакам засіб відновити свою гідність через нові групові цінності, відчуття напрямку, засноване на племінних просторах, де кожен аспект культурного та фізичного ландшафту має для людей сенс і значення. Чибоу був першим канацьким лідером, який вважав за необхідне й вартим уваги пояснити, що означає бути канаком, і який мав навички та волю чітко сформулювати елементи канацької культури та ідентичності.
Чибоу наголошував на необхідності примирення між канацькими племенами заради об'єднання корінної громади та створення міцної бази виборців, що виступають на користь незалежності. Чибоу також уважав, що шлях до незалежності лежить через примирення та співпрацю з іншими етнічними групами та громадами, що населяють острови, включаючи й білих поселенців. Він вірив, що Нова Каледонія досягне успіху як суверенна держава лише на ґрунті мультикультурності та в співпраці між канаками та не-канаками. Чибоу зберігав тісні зв'язки з прихильниками незалежності островів у Франції та серед білих поселенців у самій Нової Каледонії. Це рідкість серед канаків, Чибоу прагнув навчати не-канаків канацькій культурі, визнавав права не-канаків та діалог з іншими громадами, заснований на взаємній повазі.
Чибоу був політичною іконою, пропагував культурну згуртованість та відновлення ідентичності канаків як важливий крок у процесі набуття незалежності від Франції. Альтернативу насильству він бачив у примиренні.

## Особисте життя
Жан-Марі Чибоу був католиком і палким прихильником незалежності Нової Каледонії. Натомість його дружина Марі-Клод Ветта належала до протестантської меланезійської родини, а її батько Дуї-Метей Ветта (фр. Doui-Matay Wetta) та брат Анрі Ветта (фр. Henry Wetta) брали активну участь у політичному житті на боці лоялістів. Незважаючи на політичні розбіжності Дуї-Метей Ветта допомагав Жану-Марі в організації фестивалю «Меланезія 2000». Сама Марі-Клод рішуче підтримувала чоловіка в його боротьбі за незалежність, а після його смерті доклала чимало зусиль до збереження пам'яті про нього. Вона брала участь у створенні Агенції з розвитку канацької культури, була головою ради директорів цієї організації, відігравала провідну роль у розвитку Культурного центру Чибоу (фр. Centre culturel Tjibaou).
Жан-Марі та Марі-Клод Чибоу мали шестеро дітей, у тому числі 4 сини. Жан-Марі присвятив своє життя політичній боротьбі й мало уваги приділяв своїм дітям. Більше того, громадська активність батька негативно позначилась на їхній долі. З одного боку, майже не спілкуючись з дітьми, Жан-Марі змушував їх брати участь у багатьох демонстраціях. З іншого боку, родина Чибоу нерідко ставала жертвою погроз та переслідувань з боку політичних противників. Через це дітям не дозволяли виходити на вулицю.
Еммануель Чибоу (фр. Emmanuel Tjibaou, народився 1976 року), один з його синів, є скульптором (працює в канацькій народній традиції) й лінгвістом (фахівець з канацьких мов). 2011 року він став директором Агенції з розвитку канацької культури.

## Спадщина Чибоу
Чибоу був важливою фігурою в зародженні та підйомі канацького національного руху, в створенні й діяльності партії Канацький соціалістичний фронт національного визволення.
Погляди Чибоу на незалежність були гнучкими й розвивалися. Це забезпечило простір для компромісу в ході діалогу між громадами. Саме ідеї Чибоу лягли в основу текстів Матіньонської 1988 року та Нумейської 1998 року угод. Вони й надалі продовжують формувати взаємодію Нової Каледонії з Францією та іншими меланезійськими державами. Нумейська угода, підписана вже після смерті Чибоу, офіційно визнала канацьку ідентичність, а червоною ниткою через неї проходить ідея «спільної долі» для всіх громад Нової Каледонії. Французький уряд всіляко заохочує культ Чибоу, підтримуючи цим стабільність системи, закладеної Матіньонською та Нумейською угодами.
1989 року, в рамках реалізації положень Матіньонської угоди, була створена Агенція з розвитку канацької культури (фр. l'Agence de développement de la culture kanak, ADCK), ідейним засновником якої був Жан-Марі Чибоу. Завданням цієї установи є примноження та популяризація канацької спадщини, заохочення сучасних форм вираження канацької культури, а також сприяння її дослідженням, регіональним та міжнародним культурним обмінам.

## Вшанування пам'яті
Пам'яті Чибоу присвячені три меморіали: його могила поблизу рідного села, меморіальне графіті в Єнгені та Культурний центр Чибоу (фр. Centre culturel Tjibaou, CCT) в столиці країни Нумеа.

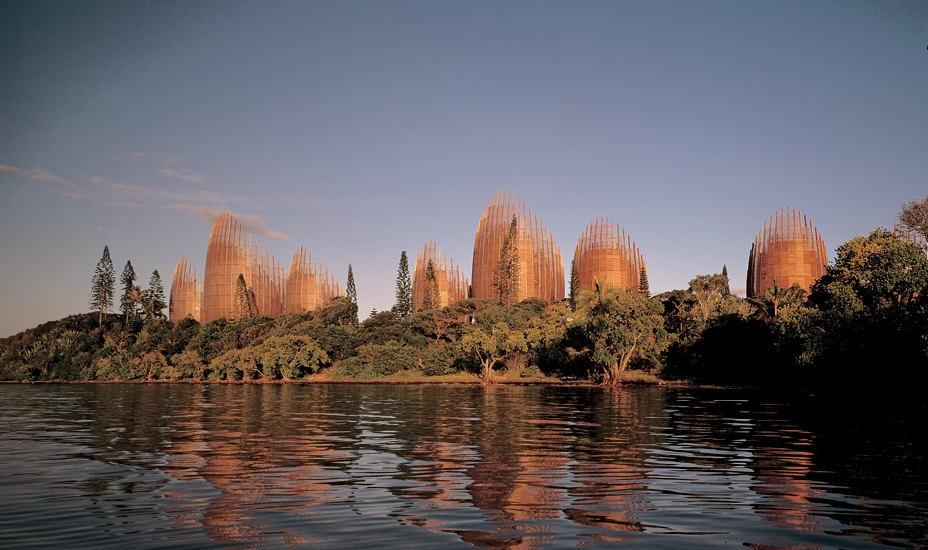
Культурний центр Чибоу.

Найвизначнішим і наймасштабнішим серед них є останній. Символічно, що Культурний центр Чибоу був зведений неподалік від місця проведення фестивалю «Меланезія 2000», у «ворожому» для канаків місті європейських поселенців і центрі французького колоніалізму. Будівництво центру здійснювалось за ініціативи та фінансування французького уряду. Комплекс був спроєктований італійським архітектором Ренцо Піано. Він займає площу 8 гектарів на півострові Тіна (фр. Tina) поблизу Нумеа. Комплекс складається із декількох корпусів у формі недобудованої традиційної канацької хати, з'єднаних загальним коридором. Тут розміщуються центр сучасного мистецтва, музей, виставкові зали, бібліотека. Одна з постійних виставок присвячена життю Жана-Марі Чибоу. Центр знаходиться посеред великого ландшафтного парку, яким проходить так звана «канацька стежка». Стежка оточена експонатами, що відображають основні етапи історії Нової Каледонії й міфологію її корінного населення.
Культурний центр Чибоу був урочисто відкритий 4 травня 1998 року, за день до підписання Нумейської угоди. Це було здійсненням мрії Жана-Марі Чибоу. Культурний центр ще називають Нганжила (фр. Ngan Jila), буквально «дім багатства» мовою піже (фр. Pijé), рідною мовою Чибоу. Центр став сховищем канацької спадщини, центром поширення канацької культури, місцем проведення культурних заходів. Його місія полягає в дослідженні, збиранні, збільшенні та просуванні канацької культурної спадщини. Культурний центр Чибоу перебуває під управлінням Агенції з розвитку канацької культури.
Могила Чибоу знаходиться по дорозі з Єнгена в Тьєнданіт, поруч із могилами десяти канаків, убитих білими поселенцями 1984 року. Це місце розташування колишнього села племені Тьєнданіт, зруйнованого під час повстання канаків проти французького гноблення 1917 року. Надгробний пам'ятник був завершений родиною Чибоу 1990 року. На ньому викарбувана епітафія, що згадує Жана-Марі як батька, президента, борця за свободу та сина Канаки (канацька назва Нової Каледонії). Увінчує пам'ятник закрита книга, яка символізує кінець роботи Чибоу. 2004 року біля могили Жана-Марі Чибоу пройшла церемонія примирення кланів, причетних до його смерті: клану вбивці та клану його жертв. Могила була розширена: додалися тотемний стовп та меморіальна дошка, присвячена події примирення.
Канацький культурний центр в Єнгені був відкритий Жаном-Марі Чибоу 1984 року. В ньому зібрані місцеві артефакти племен комуни Єнген. 2009 року, до двадцятої річниці з дня смерті Чибоу, тут була виставлена пам'ятна фреска роботи молодих канацьких художників, яка демонструє сприйняття новим поколінням канацької ідентичності та особистості Чибоу. Сюжет пов'язує історичних діячів кожного з найбільших повстань та руху за незалежність XIX—XX ст.
Журнал Mwà Véé (видання Агенції з розвитку канацької культури) присвятив Жану-Марі Чибоу спеціальний випуск (№ 64), який можна переглянути тут: 